# Wurmbea tenuis
Wurmbea tenuis är en tidlöseväxtart som först beskrevs av Joseph Dalton Hooker, och fick sitt nu gällande namn av John Gilbert Baker. Wurmbea tenuis ingår i släktet Wurmbea och familjen tidlöseväxter.

## Underarter
Arten delas in i följande underarter:
- W. t. australis
- W. t. goetzei
- W. t. hamiltonii
- W. t. tenuis